# Montreuil-au-Houlme
Montreuil-au-Houlme là một xã thuộc tỉnh Orne trong vùng Normandie tây bắc nước Pháp. Xã này nằm ở khu vực có độ cao trung bình 242 mét trên mực nước biển.